# Cristina Abades
Cristina Abades Martínez (2 de mayo de 1971) es una funcionaria y política española. Actualmente es diputada en el Congreso de los diputados por la circunscripción de Lugo.

## Biografía
Nacida en 1971, es hija del político Luis Abades. Desde joven ha estado involucrada en política.
Licenciada en derecho por la Universidad de Santiago de Compostela en 1995. Es funcionaria en el Ayuntamiento de Lugo desde 2005.
Fue concejal del Ayuntamiento de Lugo de 2019 a 2023.
En las elecciones generales de 2023 fue elegida diputada al Congreso de los Diputados en la circunscripción electoral de Lugo.